# ژیلمار سیلوا سانتوس
ژیلمار سیلوا سانتوس (به پرتغالی: Gilmar Silva Santos) هافبک اهل برزیل است که در شهر یوبتا و در تاریخ ۹ مارس ۱۹۸۴ به دنیا آمده‌است.
ژیلمار سیلوا سانتوس در تیم‌های فوتبال Vitória و گنگام سابقهٔ حضور دارد.